# Voxel

Voxels als kubusjes. Een afzonderlijke voxel is gemarkeerd.

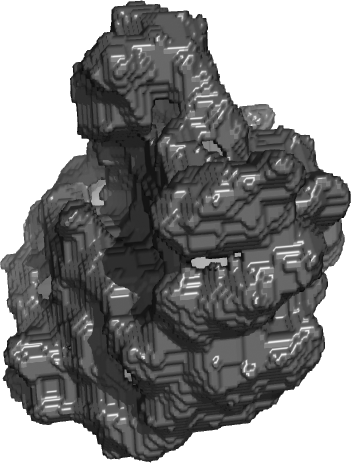
Macromolecuul weergegeven met voxels.

Een voxel is een volume-element. Het is het driedimensionale equivalent van een pixel en het kleinste te onderscheiden element van een lichaam. Voxel en pixel zijn beiden een porte-manteauwoord en hebben een gemeenschappelijke woordherkomst. Voxel komt van Volume en Element, waarbij de x wordt toegevoegd om het woord te laten lopen.
Voxel wordt meestal in de 3D-computergraphics gebruikt, maar vindt ook zijn toepassingen in de visualisatie en analyse van medische en wetenschappelijke gegevens. Zo wordt het ook in de radiologie, bij magnetische resonantie-beeldvorming, computertomografie, SPECT-scan en echografie gebruikt.
Afhankelijk van het gebruik kan de waarde van een voxel op twee wijzen worden geïnterpreteerd:
- Een kleine kubus met bepaalde coördinaten zoals een pixel in een vlak.
- Een cel in de vorm van een balk in een regelmatig opgedeeld kader of een onbegrensde ruimte. Deze betekenis wordt veel gebruikt bij bepaalde technieken die worden toegepast bij raytracing.

Bestanden voor computergraphics in twee dimensies zijn een vector- of een rasterafbeelding. Een vectorafbeelding is een grafische voorstelling die opgebouwd is uit  meetkundige objecten. Bij 3D graphics is er sprake van een 3D vector en een voxel. Een voxel geeft een waarde aan die aan een volumecel in een driedimensionale ruimte is gebonden. Net als pixels bevatten voxels geen informatie over hun positie in 3D-ruimte. Het is een volume-element met een specifieke rasterwaarde in de driedimensionale ruimte.
Constructieve ruimtemeetkunde kan met behulp van voxels worden geïmplementeerd. Bij sommige computerspellen bestaan alle objecten in het spel uit voxels en hebben alle cellen een bitwaarde. Dit zorgt ervoor dat met betrekking tot geheugen en snelheid complexe objecten goedkoop kunnen worden gemodelleerd. Er kunnen met voxels in principe geen schuine lijnen in een 3D-omgeving worden getrokken. Hier bestaan uitzonderingen op door slim gebruik van shaders, van  afwijkingen in de voxels of van beide gebruik te maken. 
Sommige 3D-displays gebruiken voxels om hun resolutie te beschrijven. Een display is bijvoorbeeld in staat om 512 x 512 x 512 voxels te laten zien.